# Заріччя (Стрийський район)
Заріччя — село в Україні, у Стрийському районі Львівської області. Населення становить 542 осіб. Орган місцевого самоврядування — Жидачівська міська рада. Колишня назва — Волцнів.

## Географія
Розташоване на віддалі 7 км від центру громади Жидачева.

## Історія
11 листопада 1465 р. село згадане в «Актах ґродських і земських» — найдавніших записах галицьких судів 1435—1475 років
(Wolczuyowcze).
7 травня 1946 року в Жидачівському районі село Волцнів перейменували на Заріччя і Волцнівську сільську Раду — на Зарічанську.

## Політика

### Парламентські вибори, 2019
На позачергових парламентських виборах 2019 року у селі функціонувала окрема виборча дільниця № 460336, розташована у приміщенні школи.
Результати
- зареєстровано 523 виборці, явка 56,02 %, найбільше голосів віддано за «Голос» — 32,08 %, за «Слугу народу» — 25,94 %, за «Європейську Солідарність» — 9,90 %.[5] В одномандатному окрузі найбільше голосів отримав Володимир Гаврон (Голос) — 33,56 %, за Андрія Кота (самовисування) — 19,86 %, за Володимира Наконечного (Слуга народу) — 17,47 %[6].

## Населення

### Мова
Розподіл населення за рідною мовою за даними перепису 2001 року:
| Мова       | Кількість | Відсоток |
| ---------- | --------- | -------- |
| українська | 668       | 99.7%    |
| російська  | 2         | 0.3%     |
| Усього     | 670       | 100%     |

## Соціальна сфера
У селі є загальноосвітня школа I—II ступенів, поштове відділення, фельдшерсько-акушерський пункт, сільський клуб, бібліотека. Село повністю газифіковане.

## Релігія
На території села зареєстрована греко-католицька громада.

## Пам'ятки
- Церква Різдва Пресвятої Богородиці[d] (поч. XX ст.). Внесена до реєстру пам'яток архітектури місцевого значення за охоронним номером 2265-М. Належить громаді УГКЦ.
- Пам'ятник на честь скасування панщини[d].

## Відомі люди
- Яворовський Іван Євгенович (1998—2023) — солдат 80-ї окремої десантно-штурмової бригади ДШВ (радіотелефоніст-електрик 2-ї десантно-штурмової роти, 1-го десантно-штурмового батальйону військової частини А 0284 ЗСУ), учасник російсько-української війни, нагороджений орденом «За мужність» III ступеня (посмертно).

## Фотографії

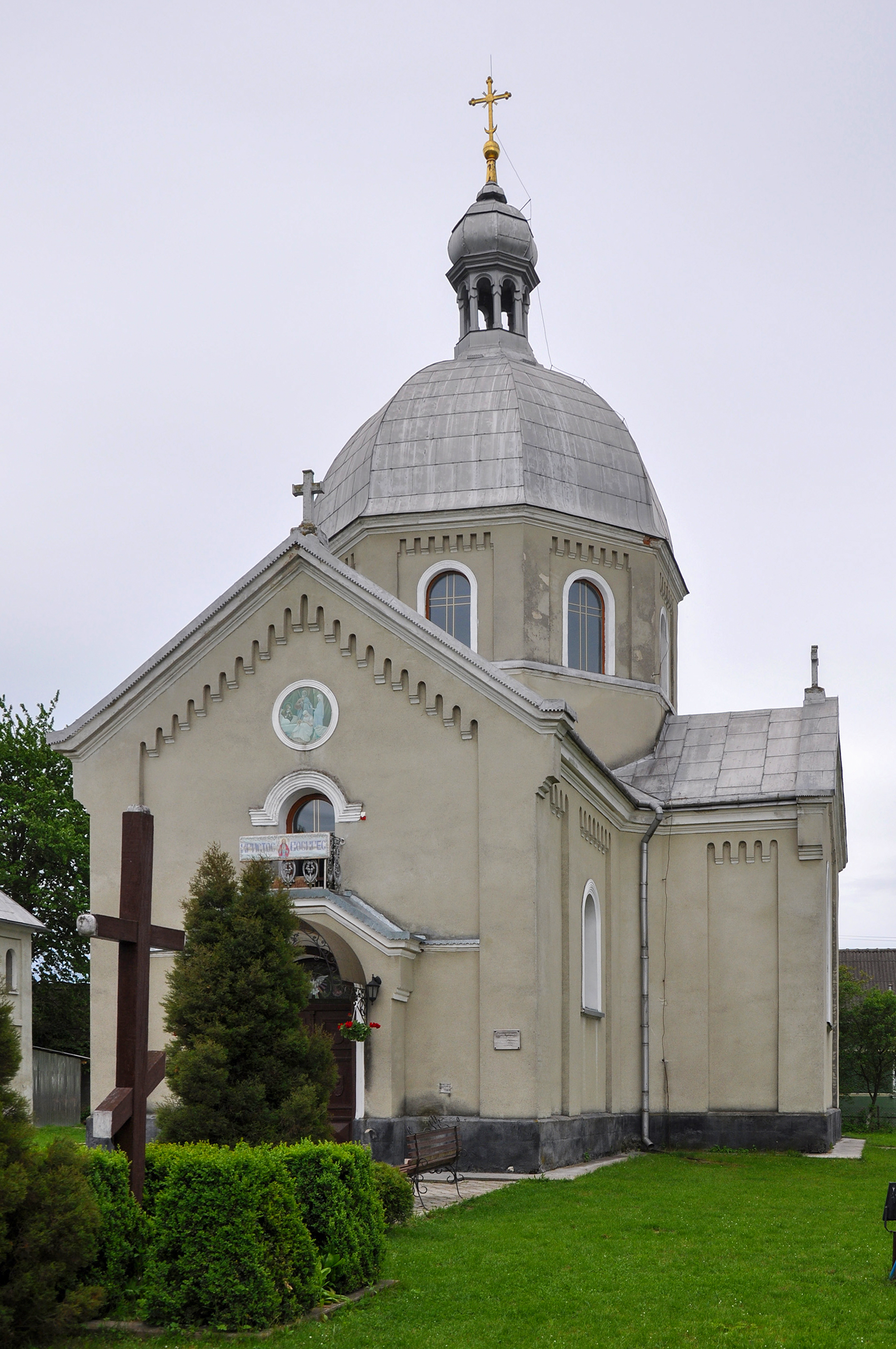
Церква Різдва Пресвятої Богородиці
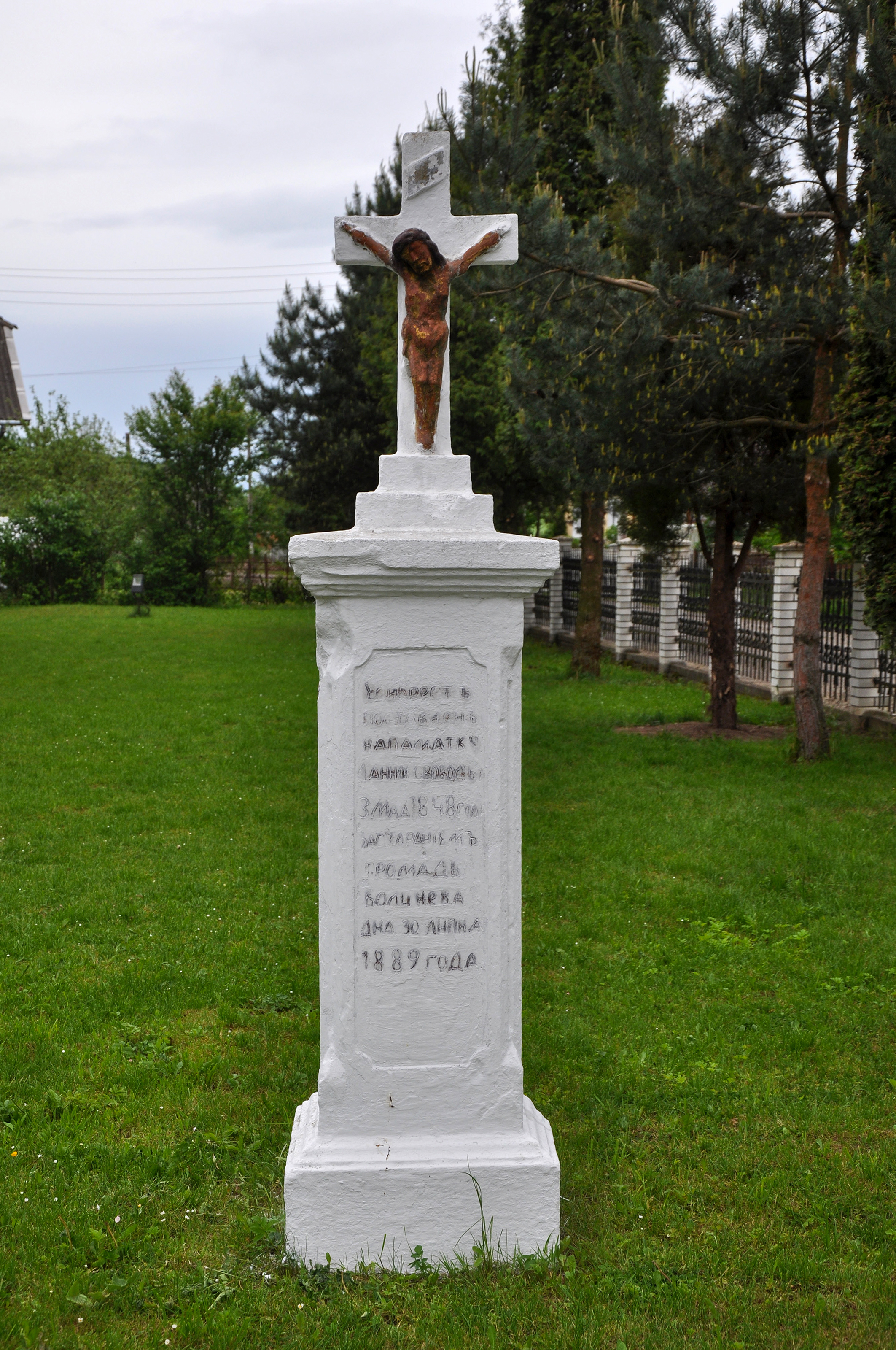
Пам'ятник на честь скасування панщини